# Bhāṇaka
Le terme Pali Bhāṇaka (fr: récitant) désigne des moines bouddhistes spécialisés dans la mémorisation et la récitation d'un répertoire de textes du canon bouddhique. Des lignées de bhāṇakas furent responsables de la conservation et de la transmission des enseignements du Bouddha jusqu'à ce que le canon soit consigné par écrit au Ier siècle av. J.-C., puis disparurent progressivement tandis que la tradition orale du bouddhisme primitif était remplacée par l'écriture.

## Bouddhisme ancien
Le consensus académique ainsi que la tradition bouddhiste admettent que toutes les écoles bouddhistes anciennes préservaient leurs textes au moyen de la tradition orale – des preuves significatives en sont données par la structure ainsi que les caractéristiques distinctives des textes bouddhiques primitifs, l'absence de règles monastiques relatives à la rédaction et aux moyens d'écriture, et les termes dérivant des pratiques d'écoute et de récitation utilisés pour décrire les enseignements du Bouddha et les actes des communautés primitives.
Le système des bhāṇakas semble être originaire d'Inde, mais la majorité des preuves littéraires et scripturales relatives aux bhāṇakas provient du Sri Lanka. Les spécialistes supposent que les mêmes techniques étaient utilisées par les moines des dix-huit écoles bouddhistes anciennes pour fixer et transmettre le contenu des agamas, mais en dehors de la tradition Theravāda il existe peu d'informations sur la période pré-littéraire de ces écoles. La preuve la plus ancienne d'un lien entre des moines nommés bhāṇakas avec la récitation de parties spécifiques du canon bouddhique date du Ier ou IIe siècle av. J.-C.,.
Toutes les écoles bouddhistes admettent que, peu après la mort du Bouddha, un concile de ses disciples les plus avancés fut organisé afin de clarifier et de pérenniser ses enseignements. Lors de ce rassemblement (connu comme le premier concile bouddhique), Upāli fut questionné quant aux contenu du Vinaya, et Ananda fut de même interrogé relativement au Dharma. Après que le concile ait agréé le contenu des enseignements, l'acceptation des sutras fut acté par une récitation collective.
Les conciles bouddhiques ultérieurs, mineurs et majeurs, sont décrits comme reprenant la même procédure de base afin de comparer, corriger, et fixer le contenu du canon, des spécialistes de chaque partie de celui-ci étant chargés de réciter le texte complet pour confirmation par la Sangha réunie.

## Tradition Theravada
Buddhaghosa déclara que selon la tradition orale de Mahavihara, la préservation de chacun des quatre Nikayas était confiée à l'un des anciens de la Sangha primitive et à ses élèves. Ananda devint responsable du Dīgha Nikāya, Sariputta du Majjhima Nikaya, Mahakashyapa du Samyutta Nikāya, et Anuruddha du Anguttara Nikaya.
Les spécialistes doutent que les sutras et les quatre Nikayas aient été fixés dans leur forme définitive aussi précocement ; le philologue britannique Kenneth R. Norman suggère que ce récit pourrait n'être qu'un reflet des pratiques ultérieures. L'origine de certains textes de l'Abhidhamma Theravada et du Khuddaka Nikāya est clairement postérieure au premier concile, mais les theravadins considèrent généralement que certaines parties de l'Abhidhamma se trouvaient dans les sutras dès cette époque. Des textes connus pour avoir une origine tardive (postérieurs au troisième concile) sont inclus dans les comptes rendus Theravada du premier concile,. D'autres textes qui ne correspondaient à aucun des quatre Nikayas constituèrent le Khuddaka Nikāya (qui fut inclus dans l'Abhidhamma dans certaines traditions.
Dans les commentaires Theravada, il existe des références aux bhāṇakas spécialisés dans chacun des quatre Nikayas, ainsi qu'à des bhāṇakas-Jātaka, bhāṇakas-Dhammapada, et bhāṇakas-Khuddaka. Chaque groupe de bhāṇakas était responsable de la récitation et de l'enseignement de ses textes, et semble avoir été autonome quant à l'organisation de ses textes et au choix des versions des histoires et doctrines qu'ils étaient chargés de préserver – des variantes du Dīgha Nikāya et du Majjhima Nikaya, par exemple, découlent de la préservation de différentes versions des textes par différentes écoles de bhāṇakas ; les canons de ces écoles semblent avoir été figés à différentes époques, et différés quant à la liste des textes du Khuddaka Nikaya et de l'Abhidhamma acceptés comme canoniques.
Des inscriptions de stūpas indiens datant du IIe siècle av. J.-C. mentionnent des bhāṇakas spécialisés dans l'enseignement des sutras ou qui connaissaient les quatre Nikayas/Agamas, mais ne les représentent pas comme étant spécialisés dans un seul Nikaya. Par contraste, des inscriptions allant du IIIe siècle av. J.-C. au Ier siècle apr. J.-C. trouvées dans des grottes du Sri Lanka font clairement référence à des moines spécialistes du Samyutta Nikaya, du Majjhima Nikaya, ou de l'Anguttara Nikaya. La responsabilité de bhāṇaka d'un Nikaya particulier faisait l'objet d'une transmission de maître à élève.
Kenneth R. Norman suggère que la pratique Theravada consistant à spécialiser les bhāṇakas par Nikaya pourrait n'avoir vu le jour qu'après le deuxième concile bouddhique. Le Dipavamsa mentionne une organisation en neuf parties des textes primitifs, divisés en chapitres individuels lors du premier concile, ce qui pourrait refléter une méthode d'organisation antérieure.
Des références à des abhidhammikas (spécialistes de l'Abhidhamma) mais non à des bhāṇakas-Abhidhamma dans le Milinda Panha suggère que l'origine du système des bhāṇakas pourrait être antérieure à la fixation de l'Abhidhamma Pitaka par les Theravadins (qu'ils datent du concile de Pāṭaliputra sous le règne d'Ashoka) mais, comme l'Abhidhamma pourrait avoir été récité par certains bhāṇaka-sutta, cela pourrait aussi indiquer que le fait d'être spécialiste d'une branche des textes n'entraînait pas la responsabilité de leur récitation.

## Déclin
La fin de la tradition bhāṇaka ne peut pas être datée de façon précise, mais les spécialistes pensent généralement que cette tradition entama son déclin lorsque le canon bouddhique commença progressivement à être conservé par l'écriture,. Buddhaghosa au Ve siècle apr. J.-C. mentionne les bhāṇakas comme s'ils étaient des contemporains, mais il se peut qu'il ait repris des commentaires cinghalais antérieurs – ses remarques ne permettent pas d'établir de façon définitive que la pratique des bhāṇakas persistait à son époque,,.
Le Culavamsa fait référence aux bhāṇakas au XIIIe siècle apr. J.-C., mais à cette époque ce terme peut avoir acquis une signification générique pour désigner un prédicateur ou un récitant, plutôt qu'un moine chargé de préserver une partie significative du canon en le mémorisant.